# Фурокумарини
Фурокумарини (англ. furocoumarins, рос. фуранокумарины) — похідні сполук з лінійним фурокумариновим скелетом, в котрих фурановий цикл лінійно або ангулярно конденсований з ядром кумарину . До цього класу відносяться псорален та його ангулярний ізомер, ангеліцин, а також різні їх заміщені похідні з гідрокси-, метокси-, алкіл- або гідроксиметильною групами.
Досить широко розповсюджені в природі, зокрема,  синтезуються низкою видів рослин родин Зонтичні Umbelliferrae та Рутові Rutaceae. 